# Contea di She
La contea di She (歙县S, Shè XiànP) è una contea della Cina, situata nella provincia dell'Anhui.